# Piscina di Nesima
La piscina comunale di Nesima è un impianto sportivo appartenente al comune di Catania. 
Si trova al confine tra Catania e Misterbianco, nel quartiere di Nesima.
Venne aperta nel 1996.
Ospita le partite casalinghe della squadra di pallanuoto femminile, Orizzonte Catania, che ha vinto 24 scudetti e 8 coppe campioni, della squadra maschile Nuoto Catania e il nuoto sincronizzato.
A partire dal 2006 è stata al centro di aspre polemiche a causa di problemi di guasti agli impianti di riscaldamento dell'acqua della vasca e delle docce che hanno impedito spesso le normali attività e sollevato proteste da più parti.
Oggetto di ripetuti atti vandalici ha subito varie chiusure.
Nell'estate del 2016 venne avviata la procedura per l'esternalizzazione con la concessione in gestione a privati. Dopo essere stata ancora chiusa per manutenzione straordinaria fu riaperta alla fruibilità pubblica nel mese di ottobre del 2016